# Haplochromis maxillaris
Haplochromis maxillaris és una espècie de peix d'aigua dolç de la família dels cíclids i de l'ordre dels perciformes. Adults poden assolir 16 cm de longitud. Es endèmic del llac Victòria a l'Àfrica oriental.